# Індіан-Гіллс (Техас)
Індіан-Гіллс (англ. Indian Hills) — переписна місцевість (CDP) в США, в окрузі Ідальго штату Техас. Населення — 2694 особи (2020).

## Географія
Індіан-Гіллс розташований за координатами 26°12′40″ пн. ш. 97°55′9″ зх. д. / 26.21111° пн. ш. 97.91917° зх. д. (26.211121, -97.919097).  За даними Бюро перепису населення США в 2010 році переписна місцевість мала площу 6,57 км², з яких 6,31 км² — суходіл та 0,27 км² — водойми. В 2017 році площа становила 5,23 км², з яких 4,97 км² — суходіл та 0,27 км² — водойми.

## Демографія
Згідно з переписом 2010 року, у переписній місцевості мешкала 2591 особа в 566 домогосподарствах у складі 530 родин. Густота населення становила 394 особи/км².  Було 681 помешкання (104/км²).
Расовий склад населення:
| - 90,8 % — білих - 0,4 % — чорних або афроамериканців - 0,2 % — корінних американців - 0,1 % — азіатів - 8,1 % — осіб інших рас |

До двох чи більше рас належало 0,4 %. Частка іспаномовних становила 96,6 % від усіх жителів.
За віковим діапазоном населення розподілялося таким чином: 43,8 % — особи молодші 18 років, 51,1 % — особи у віці 18—64 років, 5,1 % — особи у віці 65 років та старші. Медіана віку мешканця становила 21,4 року. На 100 осіб жіночої статі у переписній місцевості припадало 98,5 чоловіків;  на 100 жінок у віці від 18 років та старших — 94,7 чоловіків також старших 18 років.
Середній дохід на одне домашнє господарство  становив 38 882 долари США (медіана — 34 662), а середній дохід на одну сім'ю — 38 523 долари (медіана — 33 514). Медіана доходів становила 18 043 долари для чоловіків та 26 351 долар для жінок. За межею бідності перебувало 45,4 % осіб, у тому числі 50,4 % дітей у віці до 18 років та 29,0 % осіб у віці 65 років та старших.
Цивільне працевлаштоване населення становило 860 осіб. Основні галузі зайнятості: будівництво — 32,7 %, освіта, охорона здоров'я та соціальна допомога — 26,2 %, роздрібна торгівля — 13,4 %, науковці, спеціалісти, менеджери — 10,7 %.